# Ервін Мюлдер
Ервін Мюлдер (нід. Erwin Mulder, нар. 3 березня 1989, Паннерден) — нідерландський футболіст, воротар клубу «Геренвен».

## Клубна кар'єра
У дорослому футболі дебютував 2007 року виступами за команду клубу «Феєнорд», в якій провів один сезон, взявши участь лише в одному матчі чемпіонату. 
Протягом 2008—2009 років захищав кольори команди клубу «Ексельсіор» (Роттердам).
До складу «Феєнорда» повернувся 2009 року. Став основним голкіпером, встиг відіграти за команду з Роттердама понад 100 матчів в національному чемпіонаті.

## Виступи за збірні
2008 року дебютував у складі юнацької збірної Нідерландів, взяв участь у 7 іграх на юнацькому рівні.
2009 року  залучався до складу молодіжної збірної Нідерландів. На молодіжному рівні зіграв у 7 офіційних матчах.